# Niculae-Cornel Crăciun
Niculae-Cornel Crăciun (* 29. Juli 1925 in Crucea, Kreis Suceava) ist ein ehemaliger rumänischer Skisportler.
Crăciun war bei den Olympischen Winterspielen 1948 als Soldat Teilnehmer der rumänischen Mannschaft beim Demonstrationsbewerb Militärpatrouillenlauf und erreichte zusammen mit Ștefan Ionescu, Constantin Vlădea und Ion Koschi den siebten Platz. 1952 erreichte er bei den Olympischen Winterspielen in der nordischen Kombination Platz 19 und wurde im Skilanglauf über die 18-km-Distanz 68ster.